# Penn Badgley
Penn Dayton Badgley (Baltimora, 1º novembre 1986) è un attore e musicista statunitense, conosciuto per il ruolo di Chance Chancellor in Febbre d'amore, di Dan Humphrey nella serie televisiva Gossip Girl e per quello di Joe Goldberg nella serie thriller  You di Netflix. Badgley è anche il cantante della band di Brooklyn MOTHXR.

## Biografia
Badgley nasce a Baltimora e trascorre gli anni dell'infanzia tra Woodlake, in Virginia, e Seattle. Frequenta la Woolridge Elementary e la Swift Creek Elementary. In seguito, comincia a frequentare la Charles Wright Academy a Tacoma. Viene anche coinvolto nel Seattle Children's Theatre. All'età di 11 anni, Badgley si trasferisce a Hollywood e comincia la carriera d'attore. Durante questo periodo si avvicina anche alla musica, incidendo un singolo pop nel 1998. A 14 anni, comincia a frequentare il Santa Monica City College e viene successivamente ammesso alla University of Southern California, che non frequenta a causa di obblighi contrattuali.

Badgley comincia la sua carriera come doppiatore nel videogioco Mario Golf 64 nel 1999 e, l'anno seguente, in Mario Tennis 64. Debutta in televisione, invece, in un episodio di Will & Grace. A questa seguono alcune partecipazioni in diverse serie televisive, tra le quali Mammi si diventa, The Brothers Garcia e Le cose che amo di te. Prende parte anche al film Il mio ragazzo è un bastardo nel ruolo di Scott Tucker. Badgley comincia a farsi notare come Chance Chancellor nella soap opera Febbre d'amore nel 2000. Per questo ruolo viene nominato, nel 2001, ai Young Artist Awards nella categoria Best Performance in a Daytime Series.

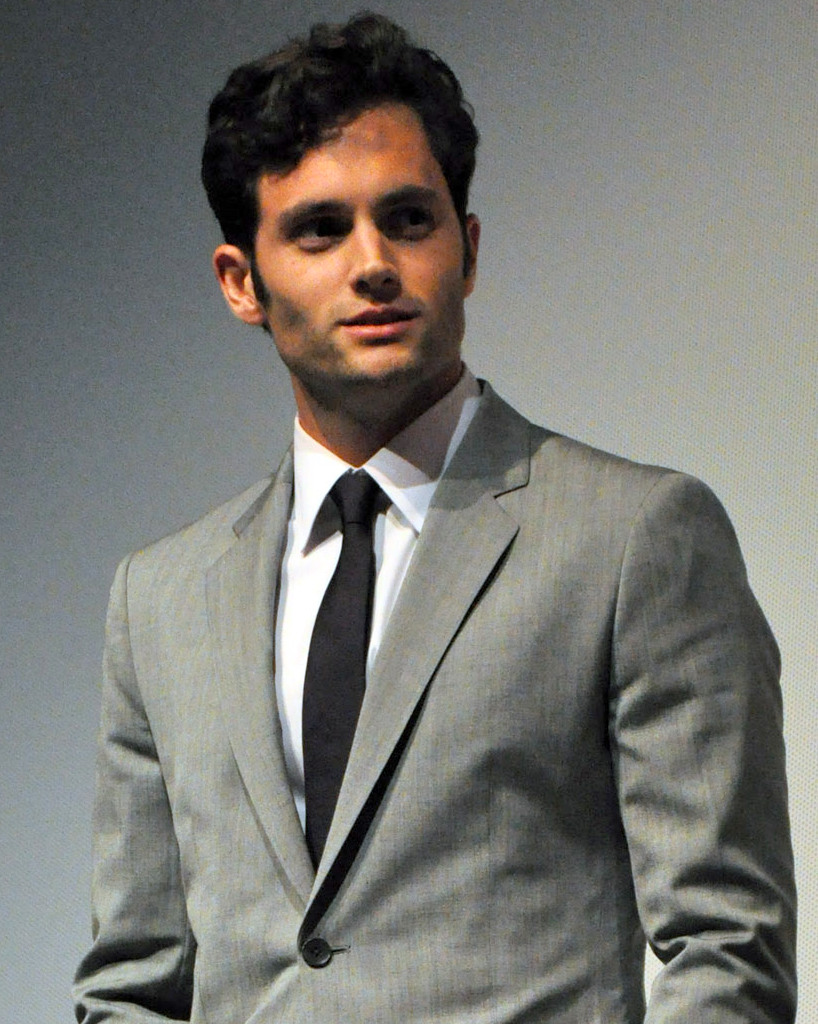
Penn Badgley nel 2010

Nel 2002, prende parte alla serie Do Over e al film Drive-Thru insieme a Leighton Meester. Nel 2004, interpreta Sam Tunney in The Mountain, che viene però cancellata dopo la prima stagione. La stessa cosa accade a The Bedford Diaries, un'altra serie nella quale Badgley ha il ruolo da protagonista. Badgley raggiunge la notorietà internazionale con la serie televisiva di The CW Gossip Girl, nella quale interpreta Dan Humphrey dal 2007 al 2012. Nel 2009 prende parte a Il segreto di David - The Stepfather, remake del thriller americano del 1987 The Stepfather - Il patrigno. L'anno seguente, recita in Easy Girl con Emma Stone.
Nel 2011, oltre ad apparire nel thriller Margin Call, compare nella classifica di People 25 Beauties (and Hotties) at 25 e al 75º posto nella classifica TV's 100 Sexiest Men of 2011 di BuddyTV. A fine giugno 2011, viene annunciato che Badgley interpreterà Jeff Buckley in Greetings From Tim Buckley. Terminato Gossip Girl si dedica prevalentemente alla musica, pur continuando a girare diversi film. Nel 2018 torna sul piccolo schermo da protagonista, con la serie tv You, per la quale riceve recensioni positive. La seconda stagione della serie è uscita su Netflix il 26 dicembre 2019. Nell'ottobre 2019, è stato annunciato che Badgley si era unito al cast del film Here Today, al fianco di Billy Crystal e Tiffany Haddish.

## Vita privata
Badgley ha avuto una lunga relazione con Blake Lively, co-protagonista in Gossip Girl , per poi frequentare l'attrice Zoë Kravitz, prima di iniziare una storia con la cantante Domino Kirke nel 2014. Si sono sposati in un tribunale di New York il 27 febbraio 2017. È patrigno del figlio di Kirke, Cassio. Il 21 settembre 2020, tramite un post su Instagram, la moglie rivela la nascita del loro primo figlio, avvenuta nell'agosto dello stesso anno. Nel marzo del 2025 annuncia di essere in attesa di due gemelli maschi dalla moglie. 
Badgley è un amico dell'attivista di Baltimora DeRay McKesson, che ha incontrato durante il movimento Occupy Wall Street, e si considera un alleato del movimento Black Lives Matter. Badgley vuole che il dialogo sulla brutalità della polizia includa le donne vittime. Supporta anche i diritti LGBT. Badgley è un membro della fede baha'i.
A marzo 2010, la Croce Rossa Americana annuncia Penn Badgley come membro del National Celebrity Cabinet, un gruppo di celebrità che sostengono la croce rossa donando il loro tempo per scopi umanitari.

## Filmografia

### Cinema
- The Fluffer, regia di Richard Glatzer e Wash Westmoreland (2001)
- Debating Robert Lee, regia di Dan Polier (2004)
- Il mio ragazzo è un bastardo (John Tucker Must Die), regia di Betty Thomas (2006)
- Drive-Thru, regia di Brendan Cowles e Shane Kuhn (2007)
- Il coraggio di vincere (Forever Strong), regia di Ryan Little (2008)
- The Juggler, regia di Mark Elias - cortometraggio (2009)
- Il segreto di David - The Stepfather (The Stepfather), regia di Nelson McCormick (2009)
- Easy Girl (Easy A), regia di Will Gluck (2010)
- Margin Call, regia di J.C. Chandor (2011)
- Greetings from Tim Buckley, regia di Daniel Algrant (2012)
- Cymbeline, regia di Michael Almereyda (2014)
- Verso la fine del mondo (Parts Per Billion), regia di Brian Horiuchi (2014)
- The Paper Store, regia di Nicholas Gray (2016)
- Adam Green's Alladin, regia di Adam Green (2016)
- The Birthday Cake, regia di Jimmy Giannopoulos (2021)

### Televisione
- Will & Grace – serie TV, episodio 2x09 (1999)
- Mammi si diventa (Daddio) – serie TV, episodi 2x01-2x09 (2000)
- The Brothers Garcia – serie TV, episodi 1x06-3x01 (2000-2002)
- Febbre d'amore (The Young and the Restless) – soap opera, 10 episodi (2000)
- The Nightmare Room – serie TV, episodio 1x11 (2002)
- Le cose che amo di te (What I Like About You) – serie TV, episodio 1x08 (2002)
- Do Over – serie TV, 16 episodi (2002-2003)
- The Twilight Zone – serie TV, episodio 1x42 (2002)
- The Mountain – serie TV, 13 episodi (2004-2005)
- The Bedford Diaries – serie TV, 8 episodi (2006)
- Gossip Girl – serie TV, 121 episodi (2007-2012)
- The Slap – serie TV, episodi 1x01-1x03 (2015)
- You – serie TV, 50 episodi (2018-2025)

VideoClip
The Boy Is Mine (Ariana Grande)

## Premi e candidature
- Teen Choice Awards
  - 2008 - Candidatura al Choice TV Actor: Drama per Gossip Girl
  - 2009 - Candidatura al Choice TV Actor: Drama per Gossip Girl
  - 2010 - Candidatura al Choice TV Actor: Drama per Gossip Girl
  - 2010 - Candidatura al Choice Movie Actor: Horror/Thriller per Il segreto di David - The Stepfather
  - 2011 - Candidatura al Choice Movie Actor: Romantic Comedy per Easy Girl
  - 2011 - Candidatura al Choice TV Actor: Drama per Gossip Girl
  - 2012 - Candidatura al Choice TV Actor: Drama per Gossip Girl
- Young Artist Award
  - 2001 - Candidatura alla miglior prestazione in una serie televisiva giornaliera - giovane attore Febbre d'amore

## Doppiatori italiani
Nelle versioni in italiano dei suoi film, Penn Badgley è stato doppiato da:
- Marco Vivio in Il mio ragazzo è un bastardo, Easy Girl, Margin Call
- David Chevalier in Gossip Girl, You
- Emiliano Coltorti in Il segreto di David - The Stepfather, The Slap
- Daniele Raffaeli in Forever Strong
- Simone Crisari in The Mountain